# Cayman Islands
Die Cayman Islands, deutsch Kaimaninseln, auch Caymaninseln oder Kaiman-Inseln, sind eine zu den Großen Antillen gehörende Inselgruppe in der westlichen Karibik und eines der britischen Überseegebiete. Die südlich von Kuba gelegene Gruppe erstreckt sich über knapp 200 Kilometer in westsüdwestlich-ostnordöstlicher Richtung. Südöstlich der Cayman Islands liegt Jamaika, im Südwesten befindet sich Honduras und im Westen liegt die Halbinsel Yucatán.
Ihren heutigen Namen erhielt die Inselgruppe nach den dort vorkommenden Spitzkrokodilen, die in der Sprache der Kariben cayman genannt wurden.

## Geographie
Die Cayman Islands bestehen aus den drei Hauptinseln Grand Cayman, Little Cayman und Cayman Brac. Sie sind die über den Meeresspiegel ragenden Gipfel des Kaimanrückens, eines unterseeischen Gebirges, das bis nach Kuba reicht und dort in der Sierra Maestra seine Fortsetzung findet. Die westlichste Insel, Grand Cayman, liegt etwa 300 km südlich der Südküste der kubanischen Provinz Matanzas, Cayman Brac als östlichste Insel der Kette befindet sich knapp 150 km südwestlich der kubanischen Inselgruppe Jardines de la Reina. Die Inseln haben zusammen eine Fläche von etwa 264 km², wobei Grand Cayman mit 197 km² Fläche die größte ist.
Im Norden der Insel Grand Cayman befindet sich zwischen Rum Point und Conch Point die 80 km² große Bucht North Sound. Die Bucht ist seicht, mit Tiefen von zumeist 1,8 bis 3,8 Metern.
| Die Hauptinseln der Cayman Islands · Karte mit allen Koordinaten: OSM \| WikiMap | Die Hauptinseln der Cayman Islands · Karte mit allen Koordinaten: OSM \| WikiMap | Die Hauptinseln der Cayman Islands · Karte mit allen Koordinaten: OSM \| WikiMap | Die Hauptinseln der Cayman Islands · Karte mit allen Koordinaten: OSM \| WikiMap | Die Hauptinseln der Cayman Islands · Karte mit allen Koordinaten: OSM \| WikiMap | Die Hauptinseln der Cayman Islands · Karte mit allen Koordinaten: OSM \| WikiMap |
| Inselname                                                                        | Koordinaten                                                                      | Fläche in km²                                                                    | Einwohner 1999                                                                   | Einwohner 2010                                                                   | Einw./km² 2010                                                                   |
| -------------------------------------------------------------------------------- | -------------------------------------------------------------------------------- | -------------------------------------------------------------------------------- | -------------------------------------------------------------------------------- | -------------------------------------------------------------------------------- | -------------------------------------------------------------------------------- |
| Grand Cayman                                                                     | 19° 17′ N, 81° 22′ W                                                             | 196,8                                                                            | 37.083                                                                           | 52.740                                                                           | 268                                                                              |
| Cayman Brac                                                                      | 19° 43′ N, 79° 48′ W                                                             | 038,8                                                                            | 01.822                                                                           | 02.098                                                                           | 054                                                                              |
| Little Cayman                                                                    | 19° 41′ N, 80° 3′ W                                                              | 028,5                                                                            | 00.115                                                                           | 00.198                                                                           | 007                                                                              |
| Cayman Islands                                                                   |                                                                                  | 264,1                                                                            | 39.020                                                                           | 55.036                                                                           | 208                                                                              |

### Geologie
Der Kaimanrücken ist der Überrest eines seit dem mittleren Eozän inaktiven vulkanischen Inselbogens, der vor ungefähr 50 Millionen Jahren im Zusammenhang mit Subduktionsprozessen am südlich des Rückens gelegenen Kaimangraben entstand. Sein Sockel besteht aus metamorphen und plutonischen Gesteinen (hauptsächlich Granodiorit), die von verschiedenen vulkanischen Gesteinen überlagert werden. Nach einer Phase des Absinkens wurden die auf Bruchschollen aufsitzenden Cayman Islands ab dem mittleren Miozän durch tektonische Vorgänge wieder angehoben. Die heutige Oberfläche der Inseln besteht aus Karbonatgestein biogenen Ursprungs, vor allem Dolomit.
Eine Besonderheit ist der „Caymanite“, eine selten vorkommende Varietät des Dolomits, die wegen ihrer attraktiven Farbzeichnung zur Schmuckherstellung verwendet wird.
Bedingt durch die Lage an der Grenze zwischen der Nordamerikanischen Platte und der Karibischen Platte, die mit einer relativen Geschwindigkeit von etwa 20 mm/Jahr gegeneinander versetzt werden, kommt es in der Region immer wieder zu Erdbeben.

### Klima
Auf den Cayman Islands herrscht gemäß der Klassifikation nach Köppen/Geiger tropisches Savannenklima mit Jahresdurchschnittstemperaturen nahe 27 °C und jährlichen Niederschlagsmengen um 1000 mm. Die meisten Niederschläge fallen in der Regenzeit von Mai bis November mit Höchstwerten im September und Oktober; von Dezember bis April ist es deutlich trockener. Während der Sommer- und Herbstmonate sind die Inseln häufig schweren Hurrikans ausgesetzt.
|                        | Jan  | Feb  | Mär  | Apr  | Mai  | Jun  | Jul  | Aug  | Sep  | Okt  | Nov  | Dez  |   |      |
| Mittl. Temperatur (°C) | 25,2 | 25,3 | 25,4 | 26,2 | 26,9 | 27,7 | 28,2 | 28,4 | 28,1 | 27,5 | 26,7 | 26,0 | ⌀ | 26,8 |
| Mittl. Tagesmax. (°C)  | 25,8 | 25,9 | 26,0 | 26,8 | 27,6 | 28,3 | 28,8 | 29,1 | 28,9 | 28,3 | 27,3 | 26,6 | ⌀ | 27,5 |
| Mittl. Tagesmin. (°C)  | 24,6 | 24,7 | 24,8 | 25,6 | 26,1 | 26,9 | 27,3 | 27,4 | 27,1 | 26,6 | 25,9 | 25,3 | ⌀ | 26   |
|                        |      |      |      |      |      |      |      |      |      |      |      |      |   |      |
| Niederschlag (mm)      | 40   | 22   | 26   | 25   | 107  | 109  | 67   | 95   | 148  | 213  | 128  | 57   | Σ | 1037 |
|                        |      |      |      |      |      |      |      |      |      |      |      |      |   |      |
| Sonnenstunden (h/d)    | 7,6  | 8,5  | 9,0  | 9,7  | 10,0 | 10,3 | 10,4 | 10,0 | 9,4  | 8,7  | 8,1  | 7,8  | ⌀ | 9,1  |
|                        |      |      |      |      |      |      |      |      |      |      |      |      |   |      |
| Regentage (d)          | 7    | 5    | 5    | 5    | 10   | 11   | 10   | 12   | 14   | 15   | 11   | 9    | Σ | 114  |
|                        |      |      |      |      |      |      |      |      |      |      |      |      |   |      |
| Wassertemperatur (°C)  | 26,8 | 26,6 | 26,6 | 27,2 | 28,1 | 28,6 | 29,2 | 29,7 | 29,8 | 29,4 | 28,4 | 27,6 | ⌀ | 28,2 |
|                        |      |      |      |      |      |      |      |      |      |      |      |      |   |      |
| Luftfeuchtigkeit (%)   | 76   | 76   | 76   | 78   | 80   | 82   | 80   | 80   | 80   | 81   | 77   | 77   | ⌀ | 78,6 |

| 24,6 |

| 24,7 |

| 24,8 |

| 25,6 |

| 26,1 |

| 26,9 |

| 27,3 |

| 27,4 |

| 27,1 |

| 26,6 |

| 25,9 |

| 25,3 |

| 24,6 |

| 24,7 |

| 24,8 |

| 25,6 |

| 26,1 |

| 26,9 |

| 27,3 |

| 27,4 |

| 27,1 |

| 26,6 |

| 25,9 |

| 25,3 |

## Bevölkerung
Die Bevölkerung konzentriert sich in den drei südwestlichen Distrikten der Hauptinsel Grand Cayman George Town (Hauptstadt), West Bay und Bodden Town, die eine vielfach höhere Bevölkerungsdichte aufweisen als alle übrigen Distrikte. Hier leben (Stand 2010) auf 40 % der Fläche 90 % der Bevölkerung; in diesem Bereich beträgt die Bevölkerungsdichte 462 Einwohner/km². Der Rest des Territoriums weist eine durchschnittliche Bevölkerungsdichte von 33 Einwohnern/km² auf. Mehr als 95 % der 55.036 Einwohner leben auf der größten Insel Grand Cayman.
| Bevölkerungsentwicklung der Cayman Islands in Zensusjahren | Bevölkerungsentwicklung der Cayman Islands in Zensusjahren | Bevölkerungsentwicklung der Cayman Islands in Zensusjahren | Bevölkerungsentwicklung der Cayman Islands in Zensusjahren | Bevölkerungsentwicklung der Cayman Islands in Zensusjahren | Bevölkerungsentwicklung der Cayman Islands in Zensusjahren | Bevölkerungsentwicklung der Cayman Islands in Zensusjahren | Bevölkerungsentwicklung der Cayman Islands in Zensusjahren |
| ---------------------------------------------------------- | ---------------------------------------------------------- | ---------------------------------------------------------- | ---------------------------------------------------------- | ---------------------------------------------------------- | ---------------------------------------------------------- | ---------------------------------------------------------- | ---------------------------------------------------------- |
| Jahr                                                       | Einwohner                                                  |                                                            | Jahr                                                       | Einwohner                                                  |                                                            | Jahr                                                       | Einwohner                                                  |
| 1802                                                       | 0.933                                                      | 1934                                                       | 05.930                                                     | 1979                                                       | 16.677                                                     |                                                            |                                                            |
| 1891                                                       | 4.322                                                      | 1943                                                       | 06.690                                                     | 1989                                                       | 25.355                                                     |                                                            |                                                            |
| 1911                                                       | 5.564                                                      | 1960                                                       | 08.511                                                     | 1999                                                       | 39.020                                                     |                                                            |                                                            |
| 1921                                                       | 5.270                                                      | 1970                                                       | 10.068                                                     | 2010                                                       | 55.036                                                     |                                                            |                                                            |

Die Jahrhunderte brachten eine bunt gemischte Bevölkerung hervor, die sehr stolz auf die Harmonie unter den Bewohnern unterschiedlicher Herkunft ist. Ungefähr 20 % der Bevölkerung sind Schwarze, 20 % sind Weiße und 40 % sind vermischt. Die restlichen 20 % der Bevölkerung sind Immigranten aus aller Welt. Sitten und Gebräuche sind nach wie vor von den ersten Siedlern im 18. Jahrhundert geprägt, die von den britischen Inseln kamen. Amtssprache ist Englisch, das von knapp 91 % der Bevölkerung als Hauptsprache verwendet wird. Spanisch wird von 4 % und Filipino von 3,3 % der Bevölkerung gesprochen (Daten von 2010).
Die Lebenserwartung auf den Cayman Islands beträgt 2021 insgesamt 81,8 Jahre (Männer: 79,1 Jahre/Frauen: 84,6 Jahre). Das Medianalter der Bevölkerung lag im Jahr 2020 bei 40,5 Jahren. Eine Frau bekommt im Laufe ihres Lebens im Durchschnitt 1,83 Kinder. Auf 1000 Einwohner kommen 11,8 Geburten und 5,9 Todesfälle (Schätzungen für 2021). Die Bevölkerung wächst mit 1,87 % pro Jahr, auch aufgrund von Einwanderung aus anderen Karibikinseln. Die Cayman Islands sind eine wichtige Durchgangsstation für Kubaner, die in die Vereinigten Staaten migrieren wollen. Ein Teil dieser Personen bleibt auf den Cayman Islands.
Die Schulpflicht beginnt mit einem Alter von fünf Jahren und dauert zwölf Jahre.

## Religion
Die Mehrheit der kaimanischen Bevölkerung (83,0 %) gehört dem Christentum an. 
- Davon sind 67,8 % Protestanten. Zu ihnen zählen 
  - die pfingstlich ausgerichtete Church of God (deutsch: Gemeinde Gottes; 22,6 %)
  - die Siebenten-Tags-Adventisten (9,4 %)
  - die kongregationalistisch-presbyterianisch geprägte United Church of Jamaica and the Cayman Islands (8,6 %)
  - die Baptisten auf den Kaimaninseln (8,3 %)
  - verschiedene Pfingstgemeinden (7,1 %)
  - die Diözese Jamaika und die Kaimaninseln der Church in the Province of the West Indies der Anglikanischen Kirche (4,1 %)
  - sowie weitere protestantische Gemeinschaften (insgesamt 7,7 %).
- Zur Mission sui juris der Cayman Islands der römisch-katholischen Kirche gehören 14,1 % der Bevölkerung.
- zu den Zeugen Jehovas 1,1 % der Bevölkerung.

Andere Religionen – darunter eine jüdische Synagogengemeinde sowie eine islamische Gemeinschaft – sind mit ca. 7 % der Kaimaner vertreten; 9,3 % der Einheimischen gehören keiner Religion an.

## Geschichte und Politik
Christoph Kolumbus entdeckte die Inselgruppe während seiner vierten Entdeckungsreise am 10. Mai 1503, nachdem seine Schiffe vom vorgesehenen Kurs abgetrieben waren. Wegen der vielen dort vorgefundenen Schildkröten gab er der Inselgruppe den Namen „Las Tortugas“. Dem portugiesischen Kartografen im Dienste Spaniens Diego Ribero fielen die zahlreichen Echsen auf, sodass er auf seiner Turiner Karte von 1523 die Inseln „Lagartos“ nannte. Im 17. Jahrhundert erhielt die Inselgruppe schließlich den Namen „Las Caymanas“ nach den ebenfalls dort vorkommenden Spitzkrokodilen. Während dieses Jahrhunderts dienten die Inseln verschiedenen europäischen Flotten zur Süßwasseraufnahme und der Proviantergänzung durch den Fang von Schildkröten. Der erste englische Ankömmling war Sir Francis Drake, der 1586 mit einer Flotte von 23 Schiffen auf den Cayman Islands landete.
Little Cayman und Cayman Brac waren die ersten Inseln des Archipels, auf denen zwischen 1661 und 1671 von Jamaika aus Siedlungen entstanden. Sie wurden jedoch schnell wieder wegen der zahlreichen Plünderungen durch spanische Freibeuter aufgegeben. Im Vertrag von Madrid von 1670 erkannte Spanien die englische Oberhoheit über Jamaika und die Cayman Islands an. Bis in das 18. Jahrhundert hinein blieben die Caymans weiter Stützpunkt von Piraten, unter ihnen auch Edward „Blackbeard“ Teach, einer der bekanntesten englischen Seeräuber dieser Zeit.
In den 1730er Jahren entstanden die ersten dauerhaften Siedlungen auf Grand Cayman. Der anfänglich betriebene Einschlag von Mahagoni zur Ausfuhr nach Jamaika, für den bereits Sklaven eingesetzt wurden, erwies sich als wenig nachhaltig, sodass die Siedler bald neue Erwerbsquellen suchen mussten. Lebensgrundlagen der Inselbevölkerung waren der Schildkrötenfang, das Ausschlachten von Schiffswracks und etwas Landwirtschaft auf Subsistenzniveau. Der Anbau von Baumwolle erlebte Ende des 18. und Anfang des 19. Jahrhunderts eine etwa 30 Jahre anhaltende Blütezeit.
Im Jahr 1794 ereignete sich mit dem „Wreck of the Ten Sail“ das wohl berühmteste Schiffsunglück in der Geschichte der Cayman Islands, als zehn Handelsschiffe auf ihrem Weg von Jamaika nach England auf die Riffe vor der Küste von Grand Cayman aufliefen. Entgegen einer verbreiteten Legende gibt es keinerlei Beleg dafür, dass König Georg III. aus Dankbarkeit für den Einsatz der Bevölkerung, durch den beinahe alle Mitglieder der Schiffsbesatzungen gerettet werden konnten, die Inselgruppe von sämtlichen Steuern und Abgaben befreite.
Ihre erste Selbstverwaltung erhielten die Cayman Islands 1831 mit der Einrichtung von fünf Distrikten und einer eigenen Legislative. Als erster Regierungssitz fungierte Bodden Town, an der Südküste von Grand Cayman gelegen. Die Sklaverei wurde 1834 abgeschafft, als es noch über 950 Sklaven auf den Inseln gab. Zu Beginn des 20. Jahrhunderts wurde die Bevölkerung auf 5000 Einwohner geschätzt. Das an der Westküste von Grand Cayman gelegene George Town wurde Anfang des Jahrhunderts neuer Regierungssitz.
Als 1937 mit der Atlantis das erste Kreuzfahrtschiff die Caymans ansteuerte, wurde die Epoche des Tourismus eingeläutet. Der Engländer Benson Greenall eröffnete 1950 das erste Hotel, 1953 nahm der erste Flugplatz auf Grand Cayman den Betrieb auf. Bis 1962 bildeten die Cayman Islands mit Jamaika ein gemeinsames britisches Kolonialgebiet und stehen deshalb seit 1946 auf der UN-Liste der Hoheitsgebiete ohne Selbstregierung. Während Jamaika 1962 unabhängig wurde, entschieden sich die Caymans, als selbständige britische Kronkolonie beim Vereinigten Königreich zu verbleiben.
Im Jahr 1971 wurde erstmals ein eigener britischer Gouverneur eingesetzt und 1972 trat eine neue Verfassung in Kraft. Seit 2002 sind die Cayman Islands nicht mehr Kronkolonie, sondern eines der britischen Überseegebiete. Im selben Jahr erhielten sie den Status eines assoziierten Mitglieds der Karibischen Gemeinschaft. Der Hurrikan Ivan richtete 2004 schwere Schäden auf den Inseln an, die erst ein Jahr später mit einem speziellen Programm zum Wiederaufbau beseitigt werden konnten.

## Territoriale Gliederung
Das Territorium wird in sechs Distrikte gegliedert, die von Distriktmanagern geleitet werden und unter anderem als Wahlbezirke und als Regionaleinheiten für die Statistik fungieren. Fünf der Distrikte entfallen auf die Hauptinsel Grand Cayman; die beiden kleineren Inseln Little Cayman und Cayman Brac bilden gemeinsam als „Sister Islands“ den sechsten Distrikt.
| Die Distrikte der Cayman Islands                                                      | Die Distrikte der Cayman Islands | Die Distrikte der Cayman Islands | Die Distrikte der Cayman Islands | Die Distrikte der Cayman Islands |
| Distrikt                                                                              | Fläche in km²                    | Einwohner 2010 (Zensus)          | Einwohner 2019 (Schätzung)       | Einw./km² (2019)                 |
| ------------------------------------------------------------------------------------- | -------------------------------- | -------------------------------- | -------------------------------- | -------------------------------- |
| Bodden Town                                                                           | 56,65                            | 10.543                           | 13.961                           | 0.246,44                         |
| East End                                                                              | 52,70                            | 01.407                           | 01.411                           | 0.026,77                         |
| George Town                                                                           | 33,27                            | 28.089                           | 36.547                           | 1.098,50                         |
| North Side                                                                            | 39,07                            | 01.479                           | 01.574                           | 0.040,29                         |
| West Bay                                                                              | 18,05                            | 11.222                           | 14.183                           | 0.785,76                         |
| Sister Islands                                                                        | 67,44                            | 02.296                           | 02.238                           | 0.033,19                         |
| Quellen: Fläche: geopoliticalmaps.com, Einwohner 2010: eso.ky, Einwohner 2019: eso.ky |                                  |                                  |                                  |                                  |

## Wirtschaft

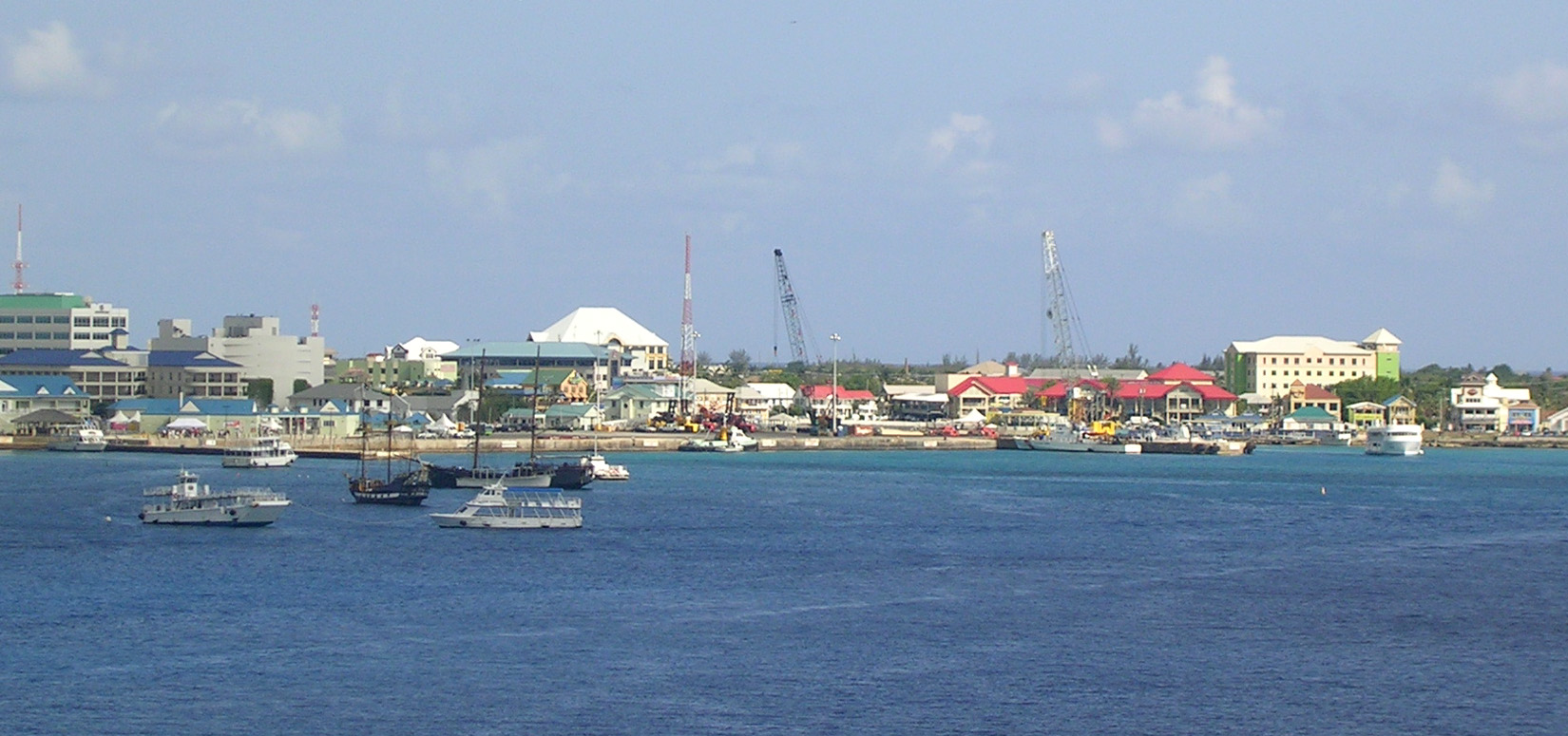
Der Hafen von George Town

Während langer Phasen ihrer Geschichte bestritt die Bevölkerung der Cayman Islands ihren Lebensunterhalt mit Subsistenzwirtschaft, unterbrochen von kurzen Zeiten, in denen verstärkt Produkte für den Export erzeugt wurden. So fällten die ersten Siedler die vorhandenen Bäume, um Mahagoni nach Jamaika zu liefern, an der Wende vom 18. zum 19. Jahrhundert erlebten die Inseln einen 30 Jahre anhaltenden Baumwollboom und am Ende des 19. Jahrhunderts wurden in wenigen Jahren die hiesigen Phosphatvorkommen abgebaut. Im 20. Jahrhundert erzielten zahlreiche Bewohner der Cayman Islands ihr Einkommen dadurch, dass sie als Seeleute auf Schiffen anderer Nationen anheuerten.
Heute gilt die Hauptstadt George Town als Steuerparadies und als einer der größten Finanzplätze der Welt. Circa 200.000 Firmen sind auf den Inseln registriert (Stand 2013). An der Wertpapierbörse des Landes, der Cayman Islands Stock Exchange sind mehrere tausend Firmen und Wertpapiere notiert. Die meisten international tätigen Banken, auch die größten deutschen, sind hier mit Filialen präsent. Zudem sind rund 69 % aller Hedge-Fonds auf den Cayman Islands angesiedelt, womit die Cayman Islands der größte Hedge-Fonds-Standort weltweit sind. Begünstigt wird dieser Wirtschaftszweig durch Rahmenbedingungen wie die hier herrschende Steuerfreiheit. Die Cayman Islands gelten als Steueroase. Sie stehen auf der Grey List, welche die OWZE im Vorfeld des G20-Treffens im Jahr 2009 erstellt hat. Aufgrund von Einsprüchen Großbritanniens einerseits und von Zusagen bezüglich der Einhaltung diverser Steuerstandards anderseits tauchten die Cayman Islands hingegen lange Zeit nicht auf der Schwarzen Liste der Steuerparadiese auf. Ihrem Ruf wollten die Inseln durch bilaterale Abkommen entgegenwirken, die sie beispielsweise mit Irland, Japan, den Niederlanden und Südafrika abgeschlossen haben. Am 28. Januar 2016 legte die EU-Kommission ein Maßnahmenpaket zur Bekämpfung von Steuerflucht vor, bei dem auch die Cayman Islands auf der schwarzen Liste der Steueroasen figurierten. Nach dem Austritt des Mutterlandes aus der EU setzte diese die Cayman Islands im Februar 2020 definitiv auf die Schwarze Liste der nicht kooperativen Länder. Nach nur wenigen Monaten strich die EU im Oktober 2020 die Cayman Islands wieder von ihrer Liste der Steueroasen.

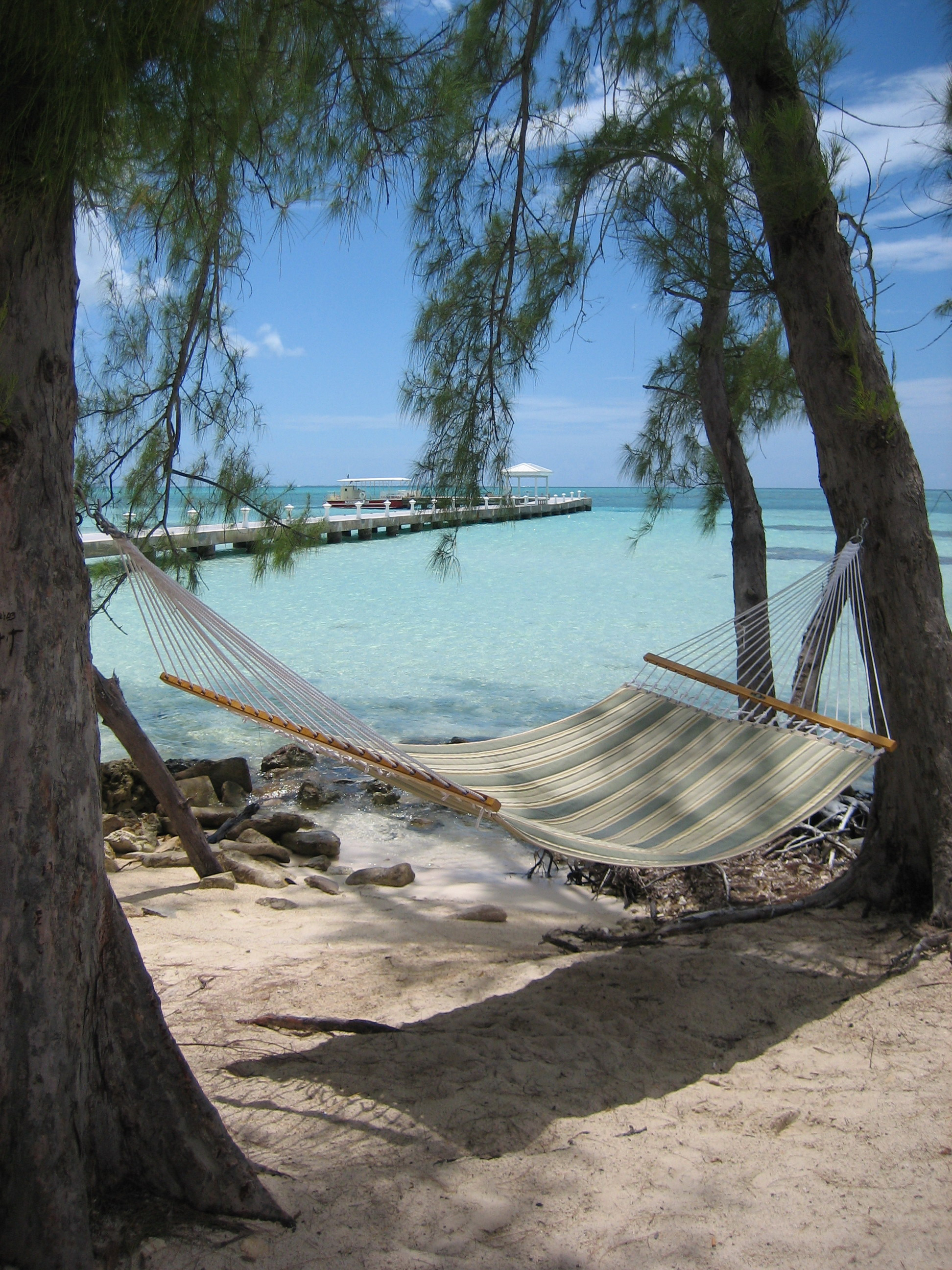
Rum Point auf Grand Cayman

Ein weiteres wichtiges Standbein der Caymanischen Wirtschaft ist der Tourismus. Im Jahr 2019 kamen über 500.000 Besucher, vor allem aus den USA, zu mehrtägigen Aufenthalten auf die Inseln. Darüber hinaus transportierten die etwa 600 Kreuzfahrtschiffe, die im selben Jahr George Town anliefen, ungefähr 1,83 Millionen Passagiere, von denen geschätzt rund 90 % als Tagestouristen an Land gingen. Die Ausgaben aller Touristen auf den Cayman Islands wurden für 2019 auf 774 Millionen Kaiman-Dollar geschätzt. Beliebt ist der Tauchtourismus, der vom klaren Wasser und den zahlreichen Riffen der Inseln begünstigt wird.
Landeswährung ist der Cayman Islands dollar (deutsch: Kaiman-Dollar, Abkürzung: CI$), der mit einem festen Wechselkurs an den US-Dollar gekoppelt ist. Dieser wird auch neben der Landeswährung als Zahlungsmittel akzeptiert.
Das Bruttoinlandsprodukt lag 2018 nominal bei 4.597,6 Mio. Kaiman-Dollar (5.517,1 Mio. US-Dollar). Pro Kopf der Bevölkerung waren das 85.643 US-Dollar, einer der höchsten Werte weltweit.
Der Staat bezieht seine Einnahmen hauptsächlich aus Konzessions- und Verwaltungsgebühren und einer 17- bis 27-prozentigen Zollabgabe auf die meisten Importgüter. Auf Kraftfahrzeuge wird nach Wert gestaffelt Zoll in Höhe von 29,5 % bis 42,0 % erhoben. Nach einem starken Anstieg der Staatsschulden in den Jahren von 2007 bis 2011 erwirtschafteten die Cayman Islands ab 2013 regelmäßig zum Teil erhebliche Haushaltsüberschüsse, sodass die Verschuldung, die 2011 noch mehr als 600 Mio. Kaiman-Dollar betragen hatte, bis 2019 auf weniger als 300 Mio. Kaiman-Dollar reduziert werden konnte.

## Infrastruktur
Auf den Cayman Islands herrscht Linksverkehr. Das Straßennetz besteht aus 785 km befestigten Straßen (Stand 2007). Es gibt keine Eisenbahn auf den Inseln.
Jede der Inseln hat einen eigenen Flughafen. Der größte unter ihnen ist der Owen Roberts International Airport (IATA-Flughafencode: GCM) bei George Town auf der Insel Grand Cayman. Er ist der Heimatflughafen der nationalen Fluggesellschaft Cayman Airways, die von hier neben den anderen Inseln des Archipels Ziele in Mittelamerika, den USA und der Karibik anfliegt. Cayman Brac hat mit dem Charles Kirkconnell International Airport (IATA-Flughafencode: CYB) ebenfalls einen internationalen Flughafen, der für den Betrieb mit Mittelstreckenflugzeugen geeignet ist. Das Edward Bodden Airfield (IATA-Flughafencode: LYB) auf Little Cayman ist ein Regionalflugplatz mit unbefestigter Start- und Landebahn.
Im Jahr 2020 waren 163 Handelsschiffe auf den Inseln registriert.
Die Versorgung der Hauptinsel Grand Cayman mit elektrischem Strom obliegt der Caribbean Utilities Company, die am Stadtrand von George Town ein Kraftwerk mit 17 dieselgetriebenen Generatoren, zwei Gasturbinen und einer Dampfturbine betreibt. Die dort installierte Kraftwerksleistung beträgt 161 MW. Im Juni 2017 wurde bei Bodden Town ein Solarkraftwerk mit einer installierten Leistung von 5 MW in Betrieb genommen, mit dem etwa 800 Haushalte mit sauberem Strom versorgt werden können. Die Netzspannung beträgt 120 Volt.
Im Jahr 2019 gab es auf den Cayman Islands 549 Festnetztelefone, 1525 Mobiltelefone, 420 Breitbandkabelanschlüsse und 811 Internetnutzer pro 1000 Einwohner.

## Sport

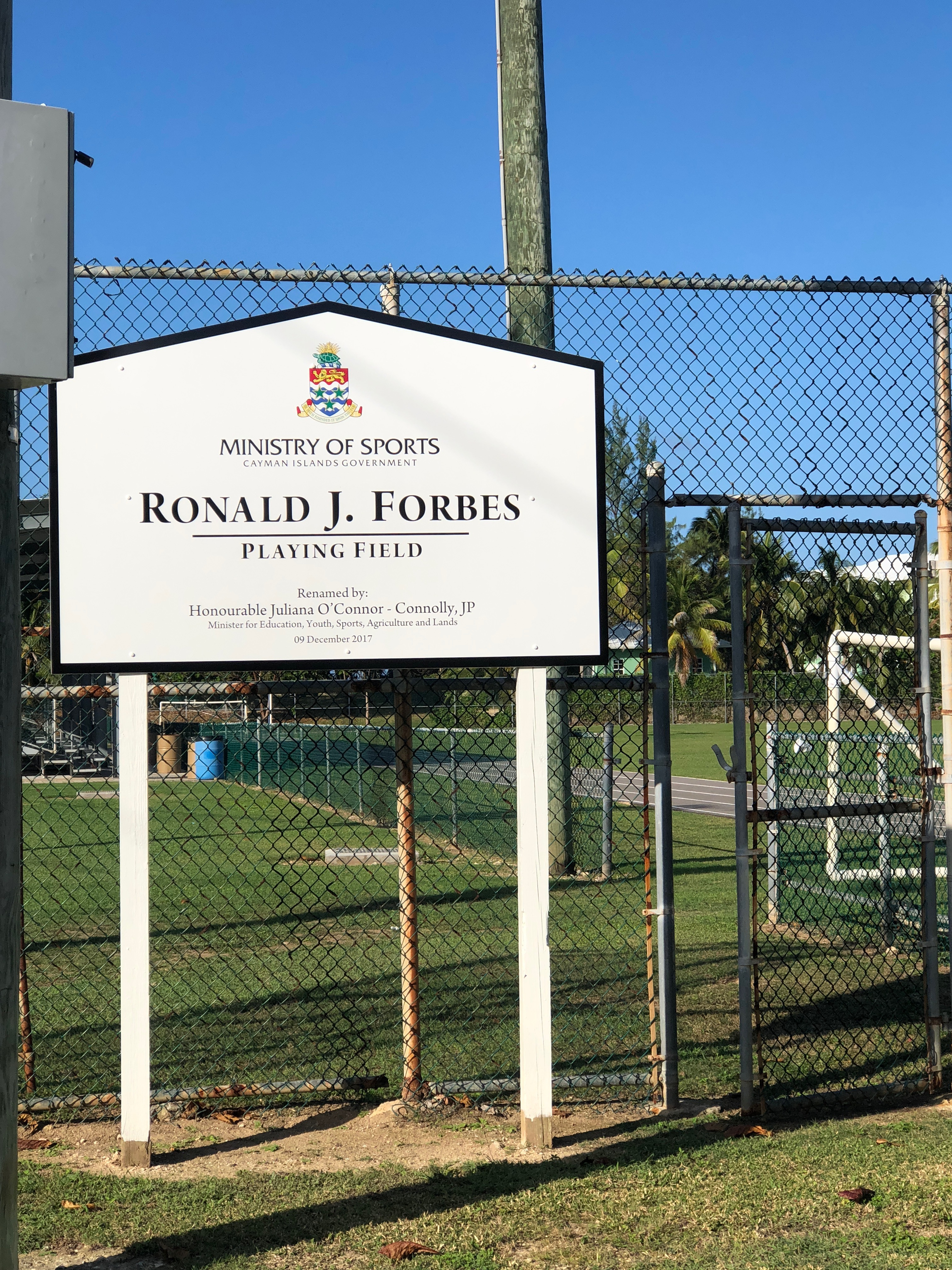
Das Roland J. Forbes Playing Field in George Town

Die Cayman Islands haben 1976, 1984, 1988, 1992, 1996, 2000, 2004, 2008, 2012 und 2016 mit eigenen Delegationen an den Olympischen Sommerspielen teilgenommen. In den Jahren 2010 und 2014 waren sie bei den Olympischen Winterspielen vertreten.
Special Olympics Cayman Islands wurde 1988 gegründet und nahm mehrmals an Special Olympics Weltspielen teil.
Im Jahr 2012 fand die Squash-Weltmeisterschaft der Frauen auf den Inseln statt.
Fußball ist auf den Cayman Islands sehr beliebt.
Rugby Union erfreut sich ebenfalls wachsender Beliebtheit auf den Cayman Islands, die Nationalmannschaft spielte bisher jedoch nur gegen „kleinere“ Nationalmannschaften und qualifizierte sich noch nicht für eine Rugby-Union-Weltmeisterschaft. Dagegen gelang die Qualifikation für die Junior World Rugby Trophy 2009.